# オンスー県
オンスー県（オンスーけん）は、中華人民共和国新疆ウイグル自治区アクス地区に位置する県。

## 行政区画
8鎮、4郷、1民族郷を管轄：
- 鎮：オンスー鎮（温宿鎮）、トゥムシュク鎮（吐木秀克鎮）、キズィル鎮（克孜勒鎮）、アラル鎮（阿熱勒鎮）、ジャム鎮（佳木鎮）、托甫汗鎮、柯柯牙鎮、共青団鎮
- 郷：トフラ郷（托乎拉郷）、チャグラク郷（恰格拉克郷）、イシレムチ郷（依希来木其郷）、ギュルアワト郷（古勒阿瓦提郷）
- 民族郷：ボズデョン・キルギス族郷（博孜墩柯爾克孜族郷）

## 交通

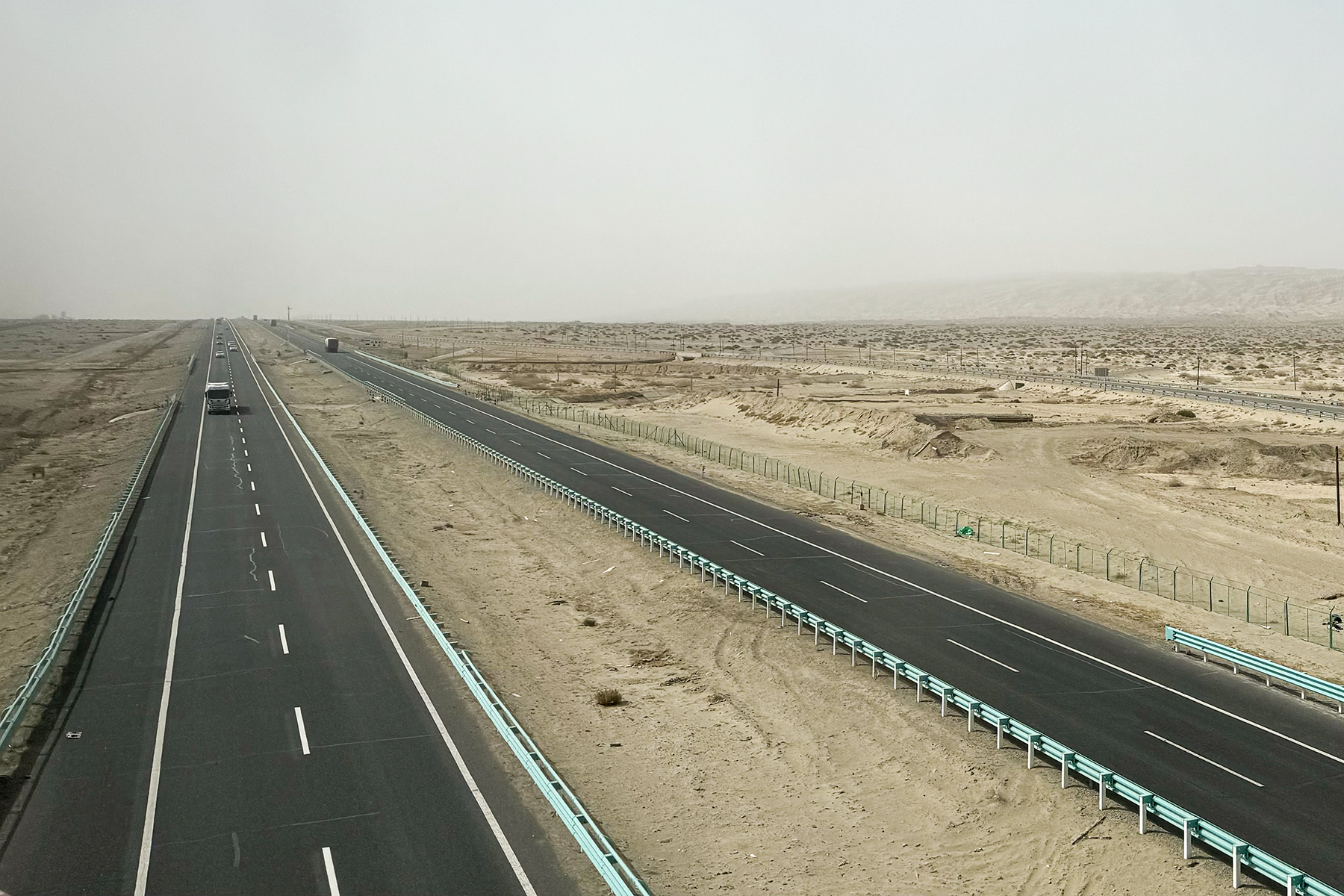
吐和高速道路

### 道路
- 高速道路
  -  吐和高速道路
- 国道
  - G314国道